# Barca d’Alva

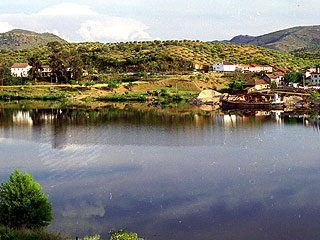
Barca d'Alva vista a partir da ponte Sarmento Rodrigues.

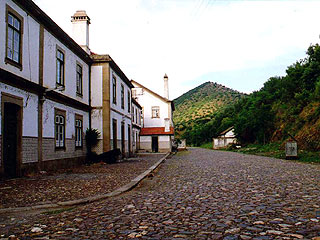
Estação de caminho-de-ferro em Barca d’Alva, perto da fronteira com a Espanha.

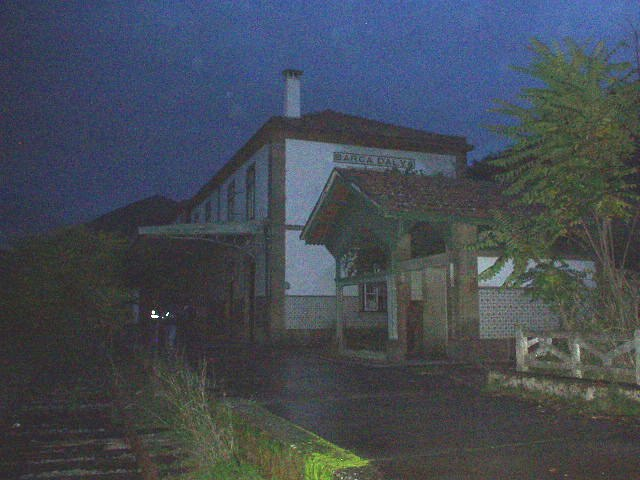
Estação de Barca d'Alva à noite.

Barca d’Alva é um lugar pertencente à freguesia de Escalhão, Município de Figueira de Castelo Rodrigo, situada no Norte do distrito da Guarda, e inserida no Parque Natural do Douro Internacional. Junto à aldeia situa-se a fronteira com Espanha, aqui definida pelo curso dos rios Águeda e Douro.

## Património
Em 1887, Barca d'Alva foi palco da conclusão da Linha do Douro, que na Ponte do Águeda atinge o seu 200º e final quilómetro. Com a ligação feita à estação de Boadilla através de La Fregeneda, a Linha do Douro transformou-se numa linha internacional, sendo a ligação mais direta entre o Porto e o resto da Europa.
Estação fronteiriça, Barca d'Alva possuía, além dos equipamentos normais de uma estação de grande importância e terminal como cocheiras e placa giratória, os postos aduaneiros, posto da Guarda Fiscal, e um hotel.
Porém, em 1985, o troço Boadilla-Fregeneda-Fronteira do Águeda foi encerrado. Barca d'Alva e o Douro perdiam a sua ligação internacional, e em 1988 era a vez do último comboio apitar em Barca d'Alva, com o encerramento do troço Pocinho-Barca d'Alva. Atualmente, todo o conjunto da estação está abandonado.
Com a elevação do troço espanhol a Património de Interesse Público, e apontamento de verbas para a sua reabertura, o projeto de uma ciclovia entre o Pocinho e Barca d'Alva pelo leito de via da Linha do Douro ficou em xeque. Mais ainda, quando uma coligação de autarquias formalizou a sua vontade em reabrir ao tráfego ferroviário este troço, reatando-se assim passados mais de 20 anos as ligações internacionais de e para o Porto, via Linha do Douro. Nada foi entretanto decidido.
Barca d'Alva é também dotada de cais fluvial, assinalando o limite de navegabilidade do Douro, que começa na sua foz no Porto.
Barca d'Alva é ainda o último local onde é possível atravessar o Douro de e para território português, através da Ponte Almirante Sarmento Rodrigues.

## Agricultura Mediterrânea
Barca d'Alva é uma zona bastante rica no que concerne as atividades agrícolas.
No que respeita a agricultura, as culturas com maior peso são os olivais, vinhas e amendoais. Dos terrenos em redor de Barca d'Alva saem excelentes, azeitona de conserva, Vinho do Douro, Vinho do Porto, e amêndoa para diversos produtos de doçaria.
Existem ainda junto as orlas do Rio Douro alguns laranjais, de onde proveem excelentes laranjas com características organolépticas excecionais.
A par destas culturas também é desenvolvida a produção de gado, nomeadamente de Ovelha Churra da Terra Quente.

## Eventos
- Grandes prémios de motonáutica
- Festa da flor da amendoeira
- Festa em louvor ao Santo Cristo

## Equipamentos
- Plataforma de Ciência Aberta
- Cais Turístico e Fluvial com posto de turismo
- Igreja do Santo Cristo